# Franciszek Jakubowski
Franciszek Jakubowski (ur. 1858 w Ułazowie, zm. ?) – austriacki urzędnik narodowości polskiej, c. k. starosta.

## Życiorys
Był bratankiem Macieja Jakubowskiego. Ukończył szkołę średnią w Krakowie i tamtejszy Uniwersytet Jagielloński. Wstąpił do służby państwowej, był praktykantem Namiestnictwa, później pracował w starostwie powiatu krakowskiego. Od 1886 na własną prośbę został przeniesiony do pracy w Bośni. Tam w 1890 został naczelnikiem powiatu Naglaj. Od 1892 był starostą w miejscowości Jajce, a od 1898 starostą okręgu miejskiego w Dolnej Tuzli oraz miejscowości fabrycznych. W 1905 uchwałą rady miejskiej w Dolnej Tuzli otrzymał honorowe obywatelstwo.